# Xã Emmet, Quận Union, South Dakota
Xã Emmet (tiếng Anh: Emmet Township) là một xã thuộc quận Union, tiểu bang Nam Dakota, Hoa Kỳ. Năm 2010, dân số của xã này là 214 người.